# جایزه بزرگ ایتالیا ۱۹۶۵
جایزه بزرگ ایتالیا ۱۹۶۵ (انگلیسی: ‎1965 Italian Grand Prix‎) یک مسابقهٔ موتوری در رشتهٔ اتومبیل‌رانی فرمول یک بود که در تاریخ ۱۲ سپتامبر ۱۹۶۵ در پیست ناتزیوناله مونتزا واقع در مونتزا، ایتالیا برگزار شد. این گراند پری در میان ۱۰ گراند پری در فصل ۱۹۶۵، مسابقهٔ شمارهٔ ۸ بود.
در این مسابقه که در ۷۶ دور و به مسافت ۴۳۷٫۰۰۰ کیلومتر (۲۷۱٫۵۳۹ مایل) برگزار شد، پول پوزیشن توسط جیم کلارک کسب شد و سریع‌ترین زمان برای طی یک دور پیست که برابر با ۱:۳۶٫۴ بود نیز توسط جیم کلارک به ثبت رسید.
جکی استوارت از تیم بی‌آرام، گراهام هیل از تیم بی‌آرام و دن گرنی از تیم برابام-کلیمکس به‌ترتیب مقام‌های اول تا سوم مسابقه را کسب کردند.

## رده‌بندی قهرمانی پس از مسابقه
|       | جایگاه | راننده      | امتیاز  |
| ----- | ------ | ----------- | ------- |
|       | ۱      | جیم کلارک   | ۵۴      |
|       | ۲      | گراهام هیل  | ۳۴ (۳۸) |
|       | ۳      | جکی استوارت | ۳۳ (۳۴) |
|       | ۴      | جان سرتیز   | ۱۷      |
|       | ۵      | دن گرنی     | ۱۳      |
| منبع: |        |             |         |

|       | جایگاه | سازنده        | امتیاز  |
| ----- | ------ | ------------- | ------- |
|       | ۱      | لوتوس-کلیمکس  | ۵۴      |
|       | ۲      | بی‌آرام        | ۴۲ (۵۲) |
|       | ۳      | فراری         | ۲۴      |
|       | ۴      | برابام-کلیمکس | ۱۹      |
|       | ۵      | کوپر-کلیمکس   | ۱۳      |
| منبع: |        |               |         |

یادداشت
- تنها پنج جایگاه نخست از هر رده‌بندی نمایش داده شده‌است.